# 冠背鳞虫
冠背鳞虫（学名：Lepidonotus cristatus）为多鳞虫科背鳞虫属的动物。分布于红海、印度西太平洋以及中国南海等海域，属于热带水域种。